# Еннунтарахана
Еннунтарахана — правитель стародавнього шумерського міста Урук, правління якого припадало приблизно на першу половину XXVI століття до н. е. Його володарювання ознаменувало занепад династії та поступовий перехід верховенства до Ура.